# نيكولاس الثاني (بابا)
البابا نيكولاس الثاني ((باللاتينية: Nicholaus II)‏; c. 990/995 – 27 تموز / يوليه 1061)، ولد باسم جيرار دي بورغون، كان البابا من 24 كانون الثاني / يناير 1059 حتى وفاته. في وقت انتخابه، كان أسقف مدينة فلورنس.. آتى انتخابه من قبل كرادلة رفضوا انتخاب بنديكت العاشر الذي اتهم بتزوير عملية انتخابه عن طريق الرشوة.